# Корбанга
Корбанга — река в России, протекает по Сокольскому району Вологодской области, в Сокольском районе. Устье реки находится в 78 км по левому берегу реки Двиница. Длина реки составляет 62 км. В 29 км от устья по правому берегу принимает крупнейший приток — Сору.
Исток реки находится в заболоченных лесах на южных склонах Харовской гряды в 20 км на северо-восток от Воробьёво и в 68 км к северо-востоку от города Сокол на границе с Сямженским районом. До впадения Соры Корбанга течёт в ненаселённом лесном массиве, сильно петляя и многократно меняя направление течения, после устья Соры, которая впадает в Корбангу в покинутом населённом пункте Воробьёвский, Корбанга начинает течь на юго-запад.
На данном участке вдоль реки расположен целый ряд мелких и покинутых деревень сельского поселения Воробьёвское — Поповское, Ильмоватица, Михалево, Малое Яковково, Ядрово, Виторьево, Осаново, Малые Ивановские, Горка, Великий Двор, Новое и Семакино. Кроме того, Корбанга протекает по юго-западной оконечности центра сельского поселения — крупного села Воробьёво. Корбанга впадает в Двиницу напротив деревни Заполье.

## Данные водного реестра
По данным государственного водного реестра России относится к Двинско-Печорскому бассейновому округу, водохозяйственный участок реки — Северная Двина от начала реки до впадения реки Вычегда, без рек Юг и Сухона (от истока до Кубенского гидроузла), речной подбассейн реки — Сухона. Речной бассейн реки — Северная Двина.
Код объекта в государственном водном реестре — 03020100312103000007155.